# Cinque Nazioni 1976
Il Cinque Nazioni 1976 (in inglese 1976 Five Nations Championship; in francese Tournoi des Cinq Nations 1976; in gallese Pencampwriaeth y Pum Gwlad 1976) fu la 47ª edizione del torneo annuale di rugby a 15 tra le squadre nazionali di Francia, Galles, Inghilterra, Irlanda e Scozia, nonché l'82ª in assoluto considerando anche le edizioni dell'Home Nations Championship.
Il torneo fu vinto con il Grande Slam dal Galles, al suo ventinovesimo titolo nella competizione.
L'Inghilterra, sconfitta in tutti gli incontri, realizzò il suo secondo whitewash nella storia a cinque del torneo e settimo in assoluto nonché, al 2022, il più recente.
Memorabile, nella cultura di massa scozzese, rimase inoltre la vittoria 22-12 sull'Inghilterra che consegnò alla nazionale del Cardo la Calcutta Cup: la meta che dava il vantaggio decisivo alla Scozia, frutto di azione corale, fu infatti commentata in diretta per la BBC da Bill McLaren e realizzata da Alan Lawson, che di McLaren era il genero.
Il valore delle marcature, come stabilito dall’IRFB nel 1971, era: 4 punti per ciascuna meta (6 se trasformata), 3 punti per la realizzazione di ciascun calcio piazzato, mark o drop.

## Nazionali partecipanti e sedi
| Squadra     | Città     | Impianto interno   |
| ----------- | --------- | ------------------ |
| Francia     | Parigi    | Parco dei Principi |
| Galles      | Cardiff   | National Stadium   |
| Inghilterra | Londra    | Twickenham         |
| Irlanda     | Dublino   | Lansdowne Road     |
| Scozia      | Edimburgo | Murrayfield        |

## Risultati

### 1ª giornata
| Arbitro: | Guy Domercq |

|             |      |                                  |
|             | mt   | G. Edwards J. P. R. Williams (2) |
|             | tr   | Fenwick                          |
| Hignell (3) | c.p. | A. Martin                        |

| Arbitro: | Ken Pattinson |

|           |      |            |
|           | mt   | Dubertrand |
| Renwick   | c.p. | Romeu (3)  |
| D. Morgan | drop |            |

### 2ª giornata
| Arbitro: | Alan Welsby |

|                              |      |        |
| Cholley Fouroux Pècune Rives | mt   |        |
| Bastiat Romeu                | tr   |        |
| Bastiat Romeu                | c.p. | Robbie |

| Arbitro: | André Cuny |

|                                   |      |           |
| G. Edwards T. Evans J.J. Williams | mt   | A. Irvine |
| P. Bennett (2)                    | tr   | D. Morgan |
| P. Bennett (3)                    | c.p. |           |
| Fenwick                           | drop |           |

### 3ª giornata
| Arbitro: | Norman Sanson |

|            |      |                                     |
|            | mt   | P. Bennett G. Davies (2) G. Edwards |
|            | tr   | P. Bennett (3)                      |
| McGann (3) | c.p. | P. Bennett (3) A. Martin            |

| Arbitro: | Denzil Lloyd |

|                   |      |         |
| Lawson (2) Leslie | mt   | Maxwell |
| A. Irvine (2)     | tr   | Old     |
| A. Irvine (2)     | c.p. | Old (2) |

### 4ª giornata
| Arbitro: | John West |

|                                   |      |                 |
| J.J. Williams                     | mt   | Averous Gourdon |
|                                   | tr   | Romeu           |
| Bennett (2) Fenwick (2) A. Martin | c.p. | Romeu           |

| Arbitro: | Alan Hosie |

|         |      |            |
|         | mt   | Grace      |
| Old (4) | c.p. | McGann (2) |
|         | drop | McGann     |

### 5ª giornata
| Arbitro: | Ken Clark |

|                                                |      |        |
| Bastiat Fouroux Gourdon Paparemborde (2) Romeu | mt   | Dixon  |
| Romeu (3)                                      | tr   | Butler |
|                                                | c.p. | Butler |

| Arbitro: | Meirion Lewis |

|            |      |               |
| McGann (2) | c.p. | A. Irvine (4) |
|            | drop | R. Wilson     |

## Classifica
| Pos | Squadra     | G | V | N | P | PF  | PS | DP  | Pt |
| --- | ----------- | - | - | - | - | --- | -- | --- | -- |
| 1   | Galles      | 4 | 4 | 0 | 0 | 102 | 37 | +65 | 8  |
| 2   | Francia     | 4 | 3 | 0 | 1 | 82  | 37 | +45 | 6  |
| 3   | Scozia      | 4 | 2 | 0 | 2 | 49  | 59 | −10 | 4  |
| 4   | Irlanda     | 4 | 1 | 0 | 3 | 31  | 87 | −56 | 2  |
| 5   | Inghilterra | 4 | 0 | 0 | 4 | 42  | 86 | −44 | 0  |